# Gaimberg
Gaimberg ist eine österreichische Gemeinde  im Bezirk Lienz in Tirol mit 871 Einwohnern (Stand 1. Jänner 2024). Die Gemeinde liegt im Gerichtsbezirk Lienz.

## Geographie
Gaimberg liegt im Norden (Sonnenseite) des Lienzer Talbodens nördlich der Bezirkshauptstadt Lienz auf 758 m ü. A. Das Gemeindegebiet erstreckt sich über den Südhang des Zettersfeldes, einem Ausläufer der Schobergruppe, und umfasst 7,28 km², womit Gaimberg die kleinste Gemeinde des Bezirks Lienz ist. Gaimberg grenzt im Norden und Osten an Nußdorf-Debant, im Süden an Lienz und im Westen an Thurn.

### Gemeindegliederung
Die Gemeinde Gaimberg besteht aus den Katastralgemeinden Obergaimberg im westlichen Gemeindegebiet und Untergaimberg im östlichen Gemeindegebiet, wobei Obergaimberg mit einer Größe von 440,65 Hektar wesentlich größer als Untergaimberg mit 287,41 Hektar ist. In der Katastralgemeinde Obergaimberg lebten 2001 471 Menschen, in Untergaimberg 296 Menschen. In Obergaimberg besteht neben der Streusiedlung Obergaimberg (1295 m ü. A.) und den Einzelhöfen Kollnig, Rohracher und Zabernig die Rotte Grafendorf (756 m ü. A.), die sich um die Pfarrkirche konzentriert. Untergaimberg wird in die Streusiedlung Untergaimberg (826 m ü. A.), die Wartschensiedlung (730 m ü. A.) und die Einzelhöfe Grießmann und Kalser unterteilt.

### Topographie

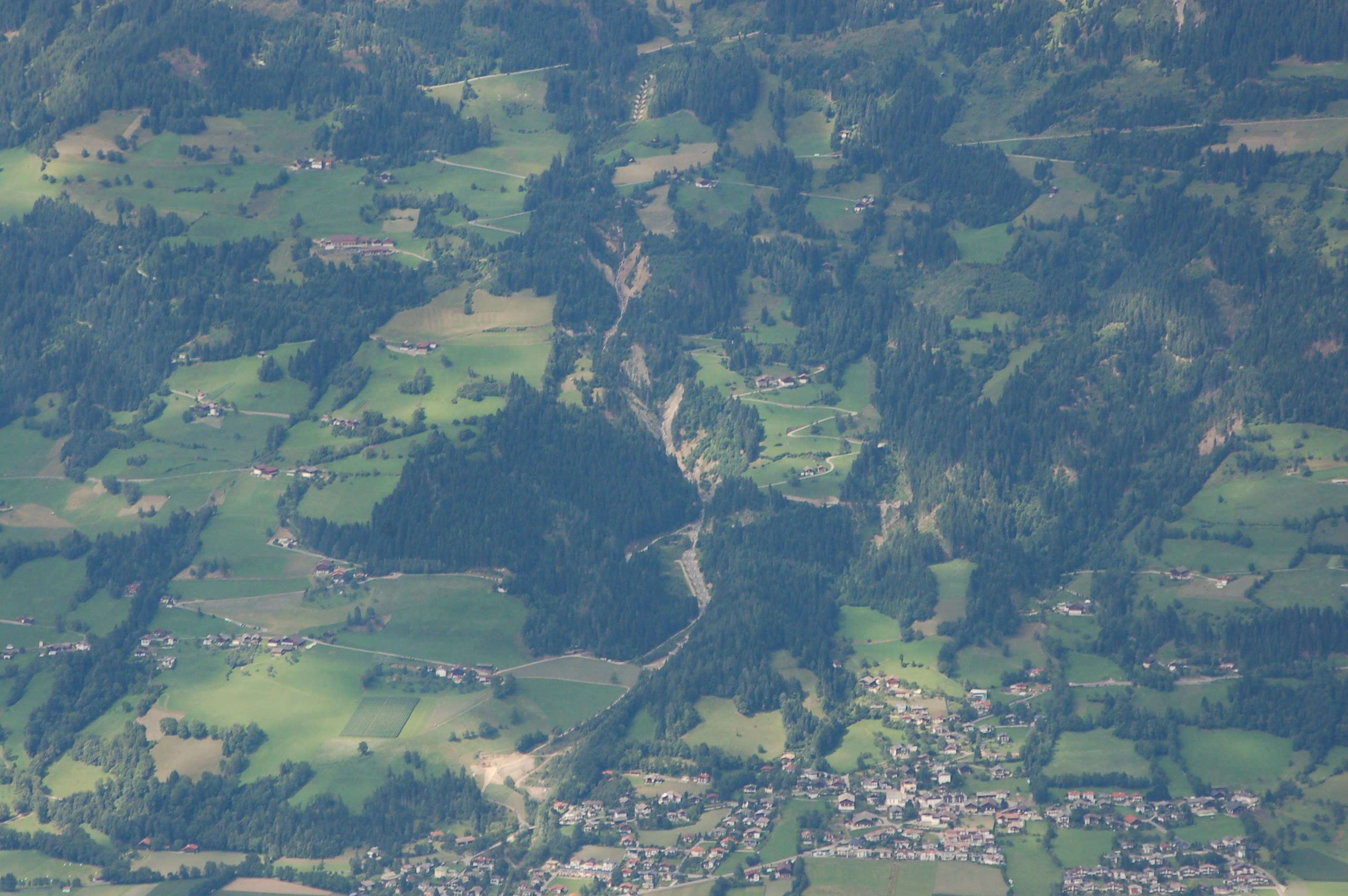
Der Wartschenbach bildet die Grenze zwischen Gaimberg und Nußdorf-Debant

Das Gemeindegebiet von Gaimberg erstreckt sich von rund 670 m ü. A. im Süden bis in den Bereich des Zettersfeldes in rund 2000 m ü. A. Das Gemeindegebiet umfasst jedoch keine nennenswerten Gipfel, da die höchsten Erhebungen des Zettersfeldes bereits zur Gemeinde Nußdorf-Debant gehören. Wichtigste Gewässer sind der östlich von Grafendorf verlaufende Grafenbach und der Wartschenbach im Osten, der die Grenze zur Gemeinde Nußdorf-Debant markiert.

### Klima

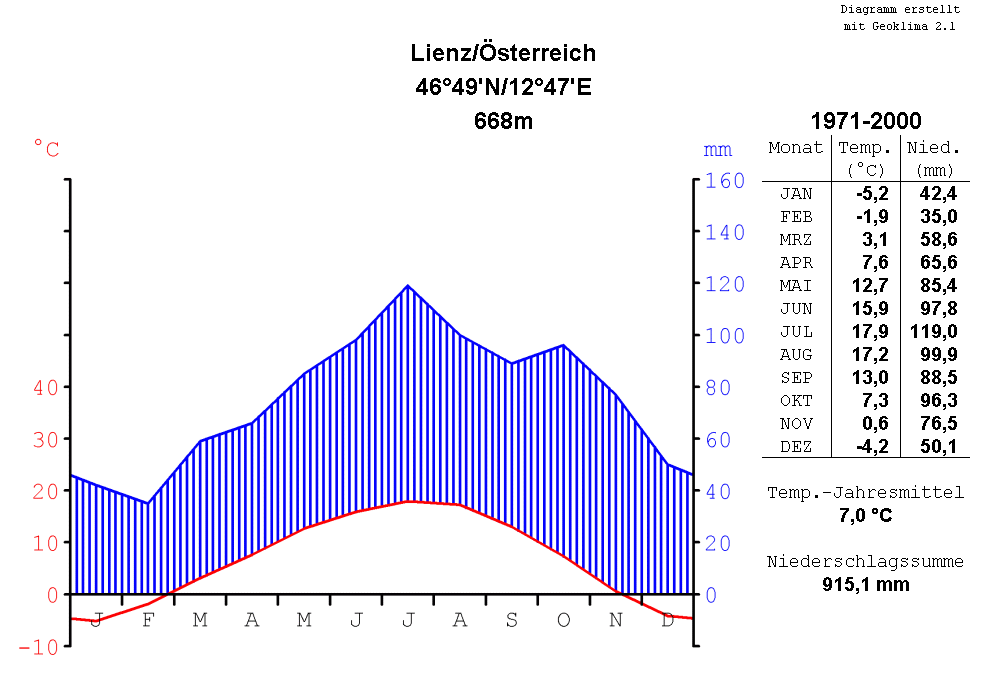
Klimadiagramm der benachbarten Bezirkshauptstadt Lienz

Da in Gaimberg keine Messstation existiert, fehlen exakte Aufzeichnungen über das Klima der Gemeinde. Es ist jedoch auf Grund der Nähe der Siedlungen zur Wetterstation in der Bezirkshauptstadt Lienz mit den dort gemessenen Klimadaten vergleichbar. Der kälteste Monat des Jahres ist im Lienzer Becken der Jänner, die höchsten Temperaturen werden in den Sommermonaten Juli und August gemessen. Die höchsten Niederschläge fallen ebenfalls in den Sommermonaten, wobei der Monat Oktober fast ebenso niederschlagsreich ist. Nebel tritt im Lienzer Becken selten auf, jedoch bilden sich im Winter auf Grund von Inversionswetterlagen mächtige Kaltluftseen.

## Geschichte
Grafendorf in der Gemeinde Gaimberg ist alter Siedlungsgrund. So wurden beim Wachtlechnerbauer 1935 bei Grabarbeiten Reste einer römischen Villa und ein Bruchstück einer Bronzestatue gefunden. Mit der Bezeichnung Gaimberg war ursprünglich der ganze Sonnenhang nördlich von Lienz – von Thurn bis Nußdorf-Debant – gemeint. Der Ortsteil Grafendorf hat seinen Namen vom görzischen Ministerialengeschlecht der Grafen von Grafendorf. Während der Gaimberg zum Landgericht und Urbaramt Lienz gehörte, hatte Grafendorf ein eigenes Urbaramt ausgebildet, das nach dem Aussterben der Herren von Grafendorf an das Benediktinerkloster Ossiach, später an die Freiherren von Sternbach in Bruneck überging.
Nach der Niederlage gegen die Franzosen 1809 bei der Lienzer Klause ließ General Rusca die drei Höfe Peheim, Wachtlechner und Zenzeler in Gaimberg niederbrennen.
Von 1939 bis 1948 waren die Gemeinden Gaimberg und Thurn zur Gemeinde Grafendorf zusammengeschlossen. Die Besiedelung ist geprägt durch vereinzelte Weiler und Höfe. Gaimberg ist heute eine beliebte Wohngemeinde im Einzugsgebiet von Lienz.

## Bevölkerung

### Bevölkerungsstruktur
2012 lebten in der Gemeinde Gaimberg 835 Menschen. Nach der Volkszählung 2001 Ende waren 98,4 % der Bevölkerung österreichische Staatsbürger (Tirol: 90,6 %), bis zum Jahresbeginn 2012 sank der Wert nur unbedeutend auf 97,5 %. Zur römisch-katholischen Kirche bekannten sich 2001 96,6 % der Einwohner (Tirol: 83,4 %), 2,1 % hatten kein religiöses Bekenntnis.
Der Altersdurchschnitt der Gemeindebevölkerung lag 2001 über dem Landesdurchschnitt. 19,6 % der Einwohner von Gaimberg waren jünger als 15 Jahre (Tirol: 18,4 %), 60,4 % zwischen 15 und 59 Jahre alt (Tirol: 63,0 %). Der Anteil der Einwohner über 59 Jahre lag mit 20,1 % über dem Landesdurchschnitt von 18,6 %. Der Altersdurchschnitt der Bevölkerung von Gaimberg stieg in der Folge deutlich an. Der Anteil der unter 15-jährigen sank per 1. Jänner 2012 auf 15,2 %, während der Anteil der Menschen zwischen 15 und 59 Jahren auf 67,4 % stieg. Der Anteil der über 59-jährigen sank hingegen auf 17,4 %. Nach dem Familienstand waren 2001 49,2 % der Einwohner von Gaimberg ledig, 43,2 % verheiratet, 5,1 % verwitwet und 2,6 % geschieden.

### Bevölkerungsentwicklung
Die Einwohnerzahl von Gaimberg schwankte zwischen der 2. Hälfte des 19. Jahrhunderts und den 1930er Jahren stark, wobei bei der Volkszählung 1880 mit 436 Personen vorübergehend ein Spitzenwert erreicht wurde. Bis 1900 sank die Einwohnerzahl jedoch auf nur noch 326 Einwohner ab, um danach von Volkszählung zu Volkszählung wieder zu sinken oder zu steigen. 1934 zählte man in Gaimberg mit 381 Personen wieder fast genauso viele Menschen wie 1869. Danach begann die Einwohnerzahl der Gemeinde jedoch nahezu sukzessive zu steigen, wobei sich das Hauptwachstum zwischen den 1950er und 1970er Jahren, jedoch insbesondere in den 1960er Jahren ereignete. Zuletzt hatte sich 2012 die Einwohnerzahl auf 835 Menschen erhöht, womit sich die Bevölkerungszahl seit 1869 mehr als verdoppelte. Während des ersten Jahrzehnts des 21. Jahrhunderts profitierte Gaimberg dabei sowohl von einer leicht positiven Geburtenbilanz als auch von einer leicht positiven Wanderungsbilanz.

## Kultur und Sehenswürdigkeiten

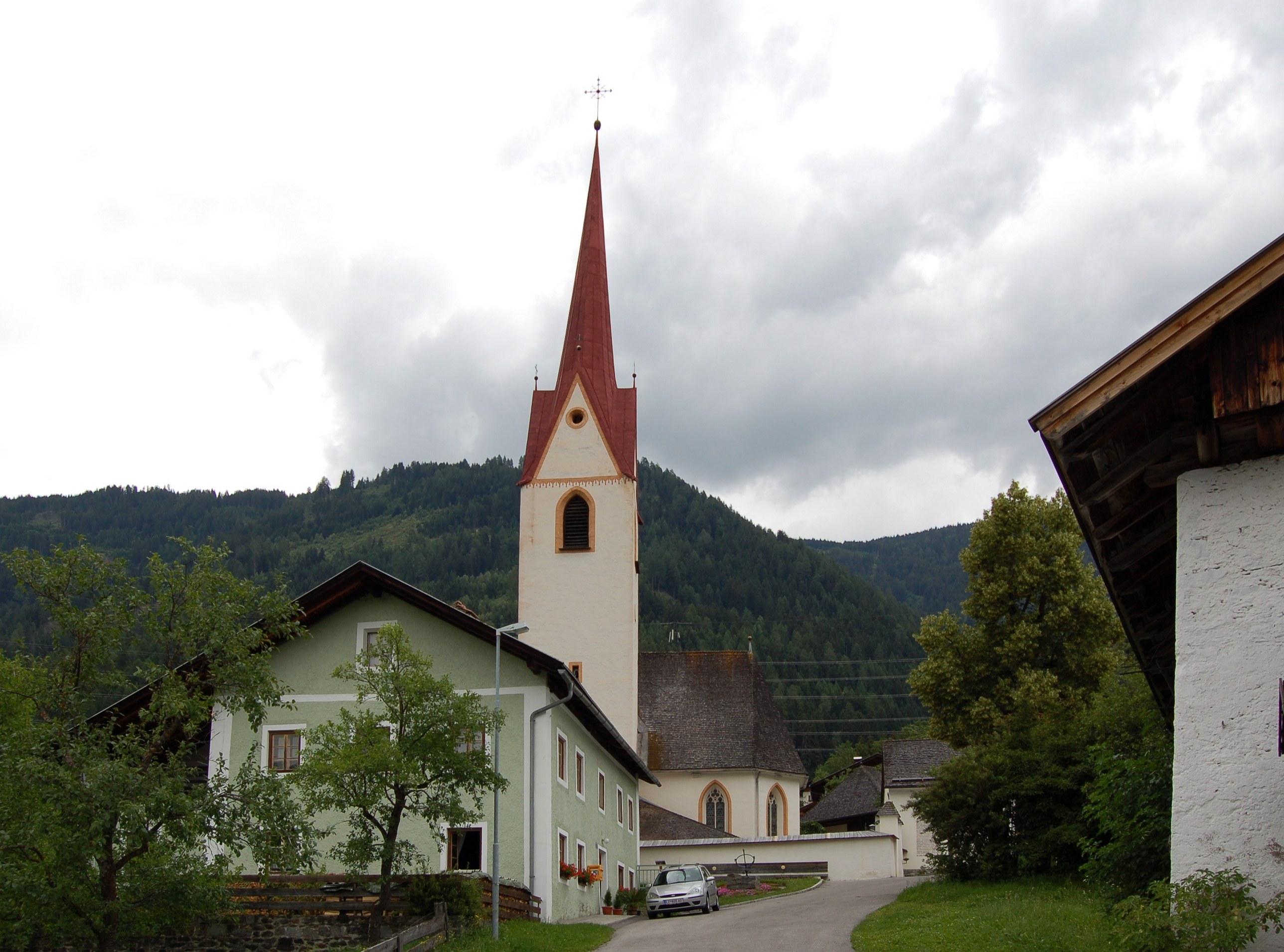
Pfarrkirche Grafendorf in Gaimberg

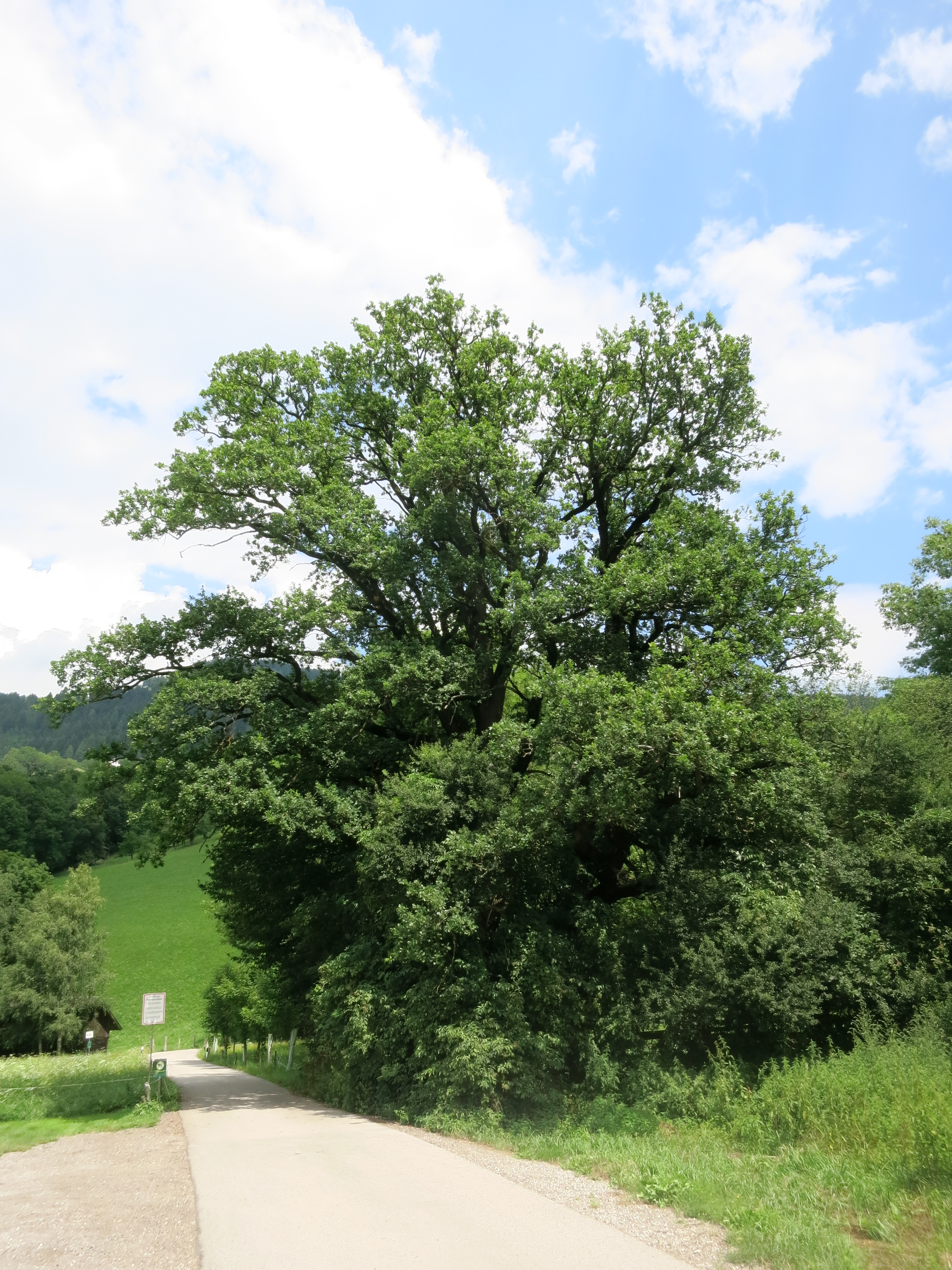
Stieleiche in Untergaimberg

Im Gemeindegebiet von Gaimberg befinden sich drei denkmalgeschützte Objekte, die sich auf engem Raum in Grafendorf befinden. Weithin sichtbar ist die auf romanischen Fundamenten stehende einschiffige, dreijochige Kirche mit hohem Südturm und polygonalem Chor. Sie wurde in der ersten Hälfte des 16. Jahrhunderts neu- bzw. umgebaut. Unmittelbar daneben an der Südostecke des Friedhofes steht die denkmalgeschützte Gruftkapelle. Sie wurde 1857 geweiht und ist ein kleiner, rechteckiger Giebelbau mit polygonalem Schluss und holzverschindeltem Satteldach. Ebenfalls denkmalgeschützt ist das außerhalb der Friedhofsmauer befindliche Kruzifix östlich der Gruftkapelle. Es handelt sich um ein überdachtes Kreuz mit leicht unterlebensgroßem Corpus aus der Zeit um 1800.
- Katholische Pfarrkirche Grafendorf in Gaimberg hl. Bartholomäus

- Stieleiche in Untergaimberg: Als Naturdenkmal wurde in Untergaimberg 1962 eine Stieleiche gewidmet, die sich am Hangfuß neben der Flugschule befindet. Ihr mächtiger Stamm erreicht einen Umfang von über 6 m, wobei sich der Stamm in rund 2 m Höhe in zwei Hauptarme teilt (Listeneintrag).

### Freizeit und Sport
Im Gemeindegebiet liegt ein Großteil des Skigebietes Zettersfeld. Das sportliche Leben in der Gemeinde wird vom Verein Union Raiffeisen Gaimberg organisiert. Der Verein unterhält die Sektionen Tennis, Fußball, Rodeln, Schi, Eis und Tanzen.

## Wirtschaft und Infrastruktur

### Arbeitsstätten und Beschäftigte
Die im Rahmen der Volkszählung durchgeführte Arbeitsstättenzählung ergab 2001 in Gaimberg 34 Arbeitsstätten mit 146 Beschäftigten (ohne Landwirtschaft), wobei 80 % unselbständig Beschäftigte waren. Die Anzahl der Arbeitsstätten war dabei gegenüber dem Jahr 1991 um sechs Betriebe (plus 21 %) gestiegen, die Anzahl der Beschäftigten um 37 Personen (34 %) gewachsen. Wichtigster Wirtschaftszweig war 2001 das Bauwesen mit fünf Betrieben und 50 Beschäftigten (34 % der Beschäftigten in Gaimberg). Die größte Betriebszahl fand sich hingegen mit acht Betrieben im Beherbergungs- und Gaststättenwesen, wo 26 Personen beschäftigt waren, daneben spielte auch der Verkehr und Nachrichtenübermittlung mit sechs Betrieben und 31 Beschäftigten eine Rolle. Der größte Betrieb in Gaimberg, die Bachlechner Bau GmbH, beschäftigte 2013 rund 40 Mitarbeiter.
Von den 397 erwerbstätigen Einwohnern aus Gaimberg gingen 2001 lediglich 89 Personen in Gaimberg ihrer Beschäftigung nach. 308 mussten zur Arbeit auspendeln. Von den Auspendlern hatten 56 % ihre Arbeitsstätte im benachbarten Ballungszentrum Lienz. Weitere 18 % hatten im übrigen Bezirksgebiet eine Arbeitsstelle gefunden, weitere 13 bzw. 14 % pendelten nach Nordtirol oder in ein anderes Bundesland, keiner der Einwohner musste ins Ausland auspendeln.

### Tourismus
Der Tourismus in Gaimberg hat für die Gemeinde eine wichtige wirtschaftliche Bedeutung, wenngleich viele Osttiroler Gemeinden wesentlich höhere Nächtigungszahlen aufweisen. Gaimberg konnte im Tourismusjahr 2011/12 rund 30.000 Übernachtung zählen. Im Sommerhalbjahr 2012 verzeichnete Gaimberg 13.132, im Winterhalbjahr 2011/12 16.522 Übernachtungen. Sowohl für die Wintersaison, als auch für die Sommersaison verzeichnete Gaimberg dabei seit der Jahrtausendwende sinkende Nächtigungszahlen. Von den 13.132 Übernachtungen im Sommer 2012 entfielen lediglich 22 % auf Österreicher, 61 % auf Deutsche und 7 % auf Niederländer.
Heute gehört die Gemeinde wie alle übrigen Osttiroler Gemeinden zum Tourismusverband Osttirol, wobei Gaimberg in der „Ferienregion Lienzer Dolomiten“ organisiert ist. In der Gemeinde besteht neben einer Reihe von Privatzimmervermietern, Gasthöfen und Ferienwohnungen jedoch kein Hotel.

### Verkehr
Gaimberg wird verkehrstechnisch von der Gaimbergstraße (L 73) erschlossen, die die Gemeinde an den Lienzer Ortsteil Patriasdorf anbindet. Der Ausbau der Verbindungsstraße nach Lienz erfolgt jedoch erst 1954, wobei in der Folge die Erschließung der verstreuten Bergbauernhöfe in Angriff genommen wurde. Um die Seilbahn auf das Zettersfeld zu entlasten, wurde die Straße 1976 bis zur Faschingalm ausgebaut. Eine Anbindung an das öffentliche Verkehrsnetz besteht in Gaimberg nur während der Schulzeiten zwischen Montag und Freitag mittels drei Verbindungen pro Tag von Lienz nach Gaimberg. Mit den benachbarten Gemeinden des Lienzer Beckens hat sich Gaimberg zum „Abwasserverband Lienzer Talboden“ zusammengeschlossen, wobei die Kanalisierung der Gemeinde bis auf wenige Einzelobjekte 2002 bereits abgeschlossen war. Der Abfall, der in der Gemeinde anfällt, wird über den Abfallwirtschaftsverband Osttirol (AWVO) entsorgt.

### Bildung
1806 wurde in Gaimberg erstmals eine Schule gegründet, wobei die Volksschule in Grafendorf situiert und im Obermessnerhaus untergebracht war. Erst zwischen 1910 und 1912 wurde für die Schule ein eigenes Schulgebäude mit einem Klassenraum errichtet. Als in den 1930er Jahren die Schülerzahl stark anstieg, wurde eine zweite Klassen notwendig, weshalb erneut ins Obermessnerhaus ausgewichen werden musste. Erst durch den Neubau eines Schulgebäudes zwischen 1966 und 1969 konnte dieses Provisorium beendet werden. Ab dem Schuljahr 1990/91 wurde die Volksschule dreiklassig geführt. Das alte Schulgebäude wurde hingegen zum Gemeindezentrum umgebaut. Im Schuljahr 2012/13 wurde die Volksschule Grafendorf von 41 Kindern besucht. Die Kinder wurden dabei in zwei Klassen unterrichtet. In Gaimberg besteht zudem ein Kindergarten, der Werktags an Vormittagen geöffnet ist. Insgesamt waren im Kindergartenjahr 2012/2013 31 Kinder angemeldet, die auf zwei altersgemischte Gruppen aufgeteilt waren. Die Kinder wurden im Gemeindezentrum von zwei Pädagoginnen und einer Kindergartenhelferin betreut.

### Sicherheit und Gesundheitswesen
Die Freiwillige Feuerwehr Gaimberg ist die zweitjüngste Feuerwehr des Bezirkes Lienz, wobei die FF Gaimberg am 18. Februar 1951 gegründet wurde. Zuvor war zwischen 1939 und 1948 die Freiwillige Feuerwehr Thurn für den Brandschutz zuständig. Bezüglich des Gesundheitswesen ist Gaimberg gemeinsam mit den Gemeinden Amlach, Leisach, Tristach, Oberlienz, Ainet, Schlaiten und St. Johann im Walde im Sozialsprengel Lienz/Land organisiert. Im Gesundheitssprengel werden beispielsweise Gesundheitsleistungen wie Alten- und Pflegehilfe, Heim- und Haushaltshilfe und Essen auf Rädern organisiert.

## Politik
Der Gemeinderat als oberstes Gremium der Gemeinde umfasst elf Sitze und wird alle sechs Jahre im Zuge tirolweiter Gemeinderatswahlen gewählt. Gleichzeitig wird der Bürgermeister in einer Direktwahl bestimmt, wobei es beim Ausbleiben einer absoluten Mehrheit für einen Kandidaten zu einer Stichwahl kommt. Amtierender Bürgermeister ist Bernhard Webhofer.
Auf Grund der geringen Einwohnerzahl gab es in Gaimberg teilweise nur eine Liste, die bei Gemeinderatswahlen antrat. So erhielt die ÖVP-nahe Gaimberger Heimatliste im Jahr 1999 als einzige kandidierende Liste 100 % der Stimmen. Auch Bartholomäus Klaunzer trat als einziger Kandidat bei der Bürgermeisterdirektwahl an. Seit 2004 ist jedoch auch die Grüne Liste Gaimberg im Gemeinderat vertreten, die 2004 bei ihrem ersten Antreten 24,8 % und zwei Mandate erringen konnte. Die Bürgermeisterliste von Bartholomäus Klaunzer trat 2004 unter dem Namen „Wir für Gaimberg“ an und erhielt 75,2 % bzw. neun Mandate. Bei der Bürgermeisterdirektwahl konnte Klaunzer 2004 82,2 % auf sich vereinigen, der Kandidat der Grünen Peter Ressi erreichte 17,9 %. Bei der Gemeinderatswahl 2010 kam es in der Folge nur zu kleinen Änderungen. Zwar konnte die Liste „Wir für Gaimberg“ ihren Stimmenanteil leicht ausbauen und 78 % erreichen, ihr Mandatsstand blieb mit neun Mandaten aber ebenso gleich wie jener der „Grünen und Unabhängigen Liste Gaimberg“´, die 22 % bzw. zwei Mandate erreichte. Als Bürgermeisterkandidatin konnte sich Martina Klaunzer mit 82,2 % durchsetzen, Ressi kam auf 17,8 %.
| Partei                                  | 2022  | 2022    | 2016  | 2016    | 2010  | 2010    | 2004  | 2004    |
| Partei                                  | %     | Mandate | %     | Mandate | %     | Mandate | %     | Mandate |
| --------------------------------------- | ----- | ------- | ----- | ------- | ----- | ------- | ----- | ------- |
| Gemeinsam für Gaimberg (GFG)            | 61,48 | 7       | 45,04 | 5       |       |         |       |         |
| Gaimberg gemeinsam aktiv (GGA)          | 38,52 | 4       | 27,57 | 3       |       |         |       |         |
| Unabhängige @ Gaimberg                  |       |         | 27,39 | 3       |       |         |       |         |
| Wir für Gaimberg                        |       |         |       |         | 77,95 |         | 75,18 | 9       |
| Grüne und Unabhängige Liste Gaimberg 1) |       |         |       |         | 22,05 |         | 24,82 | 2       |

1) Die Partei trat 2004 unter dem Namen „Grüne Liste Gaimberg“ an.

### Bürgermeister
Bürgermeister von Gaimberg ist Bernhard Webhofer.

### Wappen
Die Gemeinde Gaimberg erhielt 1973 ein Wappen, das auf goldenem Grund einen grünen Drachenkopf zeigt. Das Wappen erinnert an das bedeutende Geschlecht der Herren von Grafendorf. Ein aus dem Jahre 1352 erhaltenes Siegel des Chunrates des Swenters von Grafendorf hat den Drachenkopf als Wappenfigur.

## Persönlichkeiten

### Ehrenbürger
- 2015: Bartholomäus Klaunzer, Bürgermeister von Gaimberg 1998–2010[18]